# فردریک (مریلند)
فردریک (به انگلیسی: Frederick) شهری در ایالت مریلند کشور ایالات متحده آمریکا است که جمعیت آن در سرشماری سال ۲۰۱۰ میلادی، ۶۵٬۲۳۹ نفر بوده‌است.